# PTPN2
PTPN2 (англ. Protein tyrosine phosphatase, non-receptor type 2) – білок, який кодується однойменним геном, розташованим у людей на короткому плечі 18-ї хромосоми. Довжина поліпептидного ланцюга білка становить 415 амінокислот, а молекулярна маса — 48 473.
| 10         |  | 20         |  | 30         |  | 40         |  | 50         |
| ---------- |  | ---------- |  | ---------- |  | ---------- |  | ---------- |
| MPTTIEREFE |  | ELDTQRRWQP |  | LYLEIRNESH |  | DYPHRVAKFP |  | ENRNRNRYRD |
| VSPYDHSRVK |  | LQNAENDYIN |  | ASLVDIEEAQ |  | RSYILTQGPL |  | PNTCCHFWLM |
| VWQQKTKAVV |  | MLNRIVEKES |  | VKCAQYWPTD |  | DQEMLFKETG |  | FSVKLLSEDV |
| KSYYTVHLLQ |  | LENINSGETR |  | TISHFHYTTW |  | PDFGVPESPA |  | SFLNFLFKVR |
| ESGSLNPDHG |  | PAVIHCSAGI |  | GRSGTFSLVD |  | TCLVLMEKGD |  | DINIKQVLLN |
| MRKYRMGLIQ |  | TPDQLRFSYM |  | AIIEGAKCIK |  | GDSSIQKRWK |  | ELSKEDLSPA |
| FDHSPNKIMT |  | EKYNGNRIGL |  | EEEKLTGDRC |  | TGLSSKMQDT |  | MEENSESALR |
| KRIREDRKAT |  | TAQKVQQMKQ |  | RLNENERKRK |  | RWLYWQPILT |  | KMGFMSVILV |
| GAFVGWTLFF |  | QQNAL      |  |            |  |            |  |            |

A: Аланін

C: Цистеїн

D: Аспарагінова кислота

E: Глутамінова кислота

F: Фенілаланін

G: Гліцин

H: Гістидин

I: Ізолейцин

K: Лізин

L: Лейцин

M: Метіонін

N: Аспарагін

P: Пролін

Q: Глутамін

R: Аргінін

S: Серин

T: Треонін

V: Валін

W: Триптофан

Кодований геном білок за функціями належить до гідролаз, протеїн-фосфатаз, фосфопротеїнів. 
Задіяний у такому біологічному процесі, як альтернативний сплайсинг. 
Локалізований у клітинній мембрані, цитоплазмі, ядрі, мембрані, ендоплазматичному ретикулумі.